# Revuha, Izeaslav
Revuha (în ucraineană Ревуха) este un sat în comuna Klubivka din raionul Izeaslav, regiunea Hmelnîțkîi, Ucraina.

## Demografie
Componența lingvistică a localității Revuha
     Ucraineană (100%)
Conform recensământului din 2001, toată populația localității Revuha era vorbitoare de ucraineană (100%).